# Dead cat bounce
För den irländska musikgruppen, se Dead Cat Bounce
Dead cat bounce är ett uttryck i finansvärlden för en mindre återhämtning hos en aktie efter ett stort kursfall. Uttrycket kommer från föreställningen att "även en död katt kommer att studsa om den faller från en hög höjd", och har även kommit att användas utanför börsvärlden för att beskriva en mindre återhämtning efter en kraftig nedgång.

## Historik
Uttrycket finns belagt från december 1985, när börserna i Singapore och Malaysia gjorde en mindre återhämtning efter stora nedgångar. Journalisterna Horace Brag och Wong Sulong vid the Financial Times beskrev återhämtningen hos marknaden som "what we call a dead cat bounce". Ekonomierna i de båda länderna fortsatte att falla efter uttalandet, men återhämtade sig senare.
Uttrycket förekommer också i politik om en kandidat eller ett parti som uppvisar en liten uppgång efter en stor nedgång.